# Дмитрий Рогозин
Дмитрий Олегович Рогозин е руски политик и общественик. От 24 май 2018 г. е Генерален директор на Държавната корпорация за космически дейности „Роскосмос“.

През юни 2022 г. в качеството си на директор на „Роскосмос“ изразява остра реакция заради забраната за преминаване на самолета на Сергей Лавров към Сърбия (свързана с руското нападение над Украйна), като си позволява да обижда и заплашва в социалната мрежа Twitter, където пише:
| „ | че доброто на стратегическите ракети „Сармат“ е, че няма да искат разрешение за полет от „страхливите българи, злопаметните румънци и предалите общата ни история черногорци, както и от шведите“. | “ |

## Биография
Дмитрий Рогозин е роден на 21 декември 1963 г. в град Москва, РСФСР, СССР. Той е син на Олег Константинович Рогозин, генерал-лейтенант, заместник-началник на службата по въоръженията на Министерството на отбраната на СССР.

### Депутат
През март 1997 г. той печели 37,91% от гласовете и е избран депутат на Държавната дума на частичните избори за Анинския избирателен район във Воронежска област. Във Федералното събрание той се присъединява към депутатската група „Руските региони“ и е избран за заместник-председател на комитета по въпросите на националностите, където се занимава с проблемите на руското население в Северен Кавказ и други региони. В периода 1998 – 1999 г. е член на комисията на Държавната дума за импийчмънт на руския президент Борис Елцин.
На изборите през 1999 г. е преизбран в Държавната дума в същия избирателен район. Става член на депутатската група „Народен депутат“ (към Народната партия), а също така е избран за председател на комисията по международни въпроси на Държавната дума. Тогава той оглавява делегацията на Федералното събрание на Руската федерация в Парламентарната асамблея на Съвета на Европа (ПАСЕ).
На 29 септември 2001 г. на учредителния конгрес на Народната партия на Руската федерация (НПРФ) е избран за заместник-председател на партията.